# Ángel Benito
Ángel Benito Jaén (Sevilla, 20 de diciembre de 1928-Madrid, 11 de diciembre de 2020) fue un periodista y profesor universitario español. Impulsor de los estudios universitarios de Comunicación en España.

## Biografía

### Infancia, formación académica y actividad periodística 1928-1958
Nacido en Sevilla. Durante su juventud se trasladó a Madrid para cursar la licenciatura en Filosofía y Letras en la Universidad Complutense, donde también se doctoró con una tesis sobre el pintor Daniel Vázquez Díaz.
Antonio Fontán incorporó a Ángel Benito como periodista a la revista La Actualidad Española. En 1956 Fontán inició su aventura docente en la Universidad de Navarra, pasando Benito a sustituirle al frente de esta publicación hasta su propia marcha a la capital navarra en 1958.

### Instituto de Periodismo (Universidad de Navarra)ː 1958-1971
En 1958 Ángel Benito se afincó en Pamplona, donde inició su actividad docente en la Universidad de Navarra. Allí, junto con otros profesores y periodistas (Antonio Fontán, Pablo J. de Irazazábal, José Luis Martínez Albertos, José Javier Uranga) iniciaron el Instituto de Periodismo de la Universidad de Navarra (1962), primer centro europeo donde se integró en los estudios universitarios al Periodismo. Ángel fue, desde sus comienzos, su primer director y decano (1962-1971). También fue director de la revista Nuestro Tiempo, hasta 1972. En esa época desarrolló su "Teoría General de la Información".
El 4 de abril de 1964, José L. Martínez Albertos publicó en Diario de Navarra, un artículo sobre el Desarrollo político de la información, donde criticaba la excesiva presencia de órganos públicos en los medios de comuniación españoles. Ante la reacción airada de Manuel Fraga, ministro de Información, Ángel Benito escribió una carta -fechada el 16 de abril-, al ministro Fraga para excusarse. Posteriormente, en una segunda carta a Fraga, de 25 de mayo de ese año, le señaló que los malentendidos surgidos por el artículo del Diario de Navarra y por el lanzamiento de Gaceta Universitaria, se habían subsanado tras una reunión Bénito-Fraga.
En 1965 comenzó el primer estudio de radio en la universidad española y el segundo de Europa. El primero había sido creado por Emil Dovifat en Berlín en 1931. En la Universidad de Navarra, Benito contó con la ayuda de los profesores Robert Underwood Johnson, Manuel Martín Ferrand, Ángel Faus e Iñaki Gabilondo.

### Facultad de Ciencias de la información (Universidad Complutense de Madrid)ː 1971-1990
Ángel Benito regresó a Madrid, donde fue uno de los cofundadores de la Facultad de Ciencias de la Información de la Universidad Complutense (UCM). Fue profesor (1971-1977) y decano de esta institución hasta su jubilación (1981-1990). Trabajó como vicedecano junto con Adolfo Muñoz Alonso y Juan Beneyto.
En 1979 obtuvo la primera cátedra de Ciencias de la Información en Barcelona, y al año siguiente se hizo con la cátedra de Teoría General de la Información en la UCM. En 1981 fue elegido decano de la facultad de ciencias de la información de la UCM por votación directa de profesores, empleados y alumnos de la Universidad. Durante ese tiempo, y con el apoyo de Enrique de Aguinaga, la facultad comenzó su colaboración con Prensa Española a través del Máster de Periodismo ABC-UCM.
Falleció en 2020 en el Hospital San Rafael de Madrid, a los 91 años a causa de una larga enfermedad.

## Homenajes
La Facultad de Ciencias de la Información de la Universidad Complutense de Madrid, homenajeó al profesor y decano de la Facultad (23 de marzo de 2022). La biblioteca de la Facultad instaló en las vitrinas del Aulario una muestra de los libros y artículos publicados por Ángel Benito.

## Publicaciones
Entre sus publicaciones destacan: 
- Ciencia, enseñanza y periodismo, Pamplona, Ulzama, 1967, 173 pp.
- Vázquez Díaz: vida y pintura, Madrid, Ministerio de Educación y Ciencia, Dirección General de Bellas Artes, 1971, 549 pp.
- Lecciones de teoría general de la información. 2, La comunicación social, Madrid, Imp. R. García Blanco, 1976, 281 pp.
- Objetividad en el discurso informativo, Madrid, Pirámide, 1978, 135 pp. ISBNː 84-368-0086-9.
- La socialización del poder de informar, Madrid, Pirámide, 1978, 270 pp. ISBNː 84-368-0093-1.
- Fundamentos de Teoría General de la Información. Madrid, Pirámide, 1982, 359 pp. ISBNː 84-368-0183-0. Esta monografía esta estructurada a través de cuatro elementos que constituyen su teoría social de la información: la dialéctica informativa; la ecología de la comunicación; la libertad del individuo y la sociedad contra la prensa; y la socialización del poder de informar.
- Información y nuevas tecnologías : lección magistral de inauguración del Centro Universitario de Ciencias de la Información, Valencia, Fundación Universitaria San Pablo CEU, 1987, 34 pp.
- Ecología de la comunicación de masas, Madrid, Eudema, 1989, 195 pp. ISBNː 84775404-7.
- Diccionario de Ciencias y Técnicas de la Comunicación, Madrid, Ediciones Paulinas, 1991, 1374 pp. ISBNː 8428513856. Primer diccionario sobre estas materias, en el que intervinieron más de ochenta profesores y periodistas, 322 pp. ISBNː 8437504112.
- Prólogo a la comunicación: treinta años de investigación de los medios en España, Madrid, Editorial Complutense, 1994, 181 pp. ISBNː 8474914809.
- La invención de la actualidad: técnicas, usos y abusos de la información, México D.F., Fondo de Cultura Económica, 1995
- Diccionario de Periodismo, Madrid, Acento, 2001, 141 pp. ISBNː 84-483-0573-6

### Libro Homenaje
Ripoll Molinés, Fernando, ed., Las mil caras de la comunicación. Homenaje al profesor don Ángel Benito, Madrid, 2001, Universidad Complutense, 2 vols.